# Fortificações de Londres
‎
As fortificações de Londres são extensas e em sua maioria bem mantidas, embora muitas das fortificações e defesas da cidade de Londres tenham sido desmontadas nos séculos XVII e XVIII. Muitos dos que permanecem são atrações turísticas, especialmente a Torre de Londres.

## História
A primeira muralha defensiva de Londres foi construída pelos romanos por volta de 200. Isso aconteceu aproximadamente 80 anos depois da construção do forte da cidade, cujas paredes norte e oeste foram engrossadas e dobradas de altura para formar parte da nova muralha da cidade, e 150 anos depois que a cidade foi fundada como Londínio.
O muro de Londres continuou em uso ativo como uma fortificação durante mais de 1000 anos, defendendo Londres contra ataques saxões em 457 e sobrevivendo no período medieval. Tinha seis entradas principais através da muralha para a cidade, cinco construídas pelos romanos em diferentes momentos da ocupação de Londres.